# Escândalo de Teapot Dome

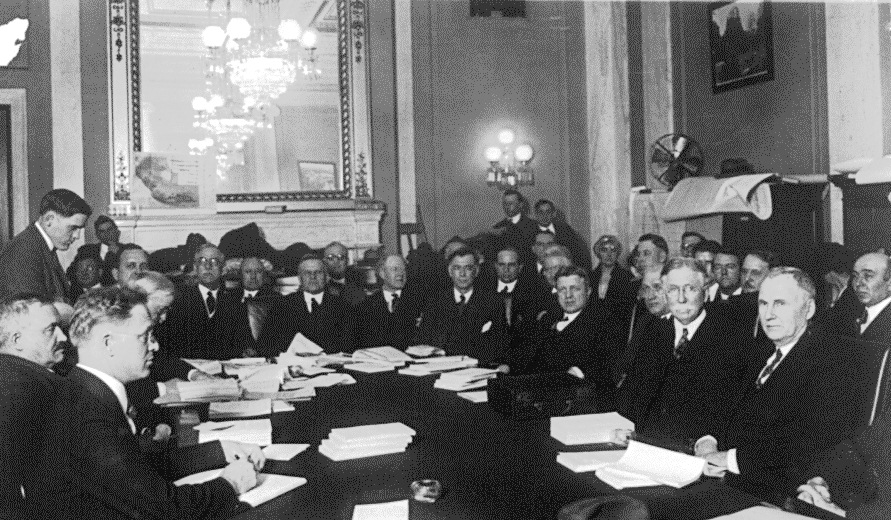
Empresário Edward L. Doheny (segundo da direita, na mesa) testemunhando perante o Comitê do Senado investigando as concessões de petróleo Teapot Dome em 1924.

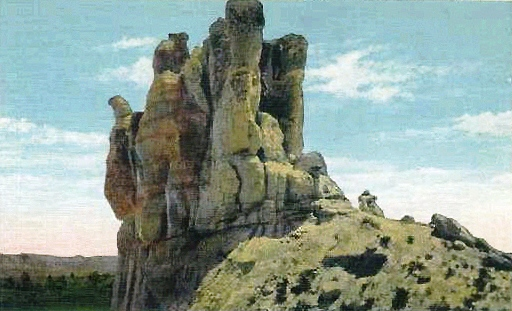
Teapot Dome em torno da época do escândalo, caracterizando Bule Rock (cartão postal, de 1922)

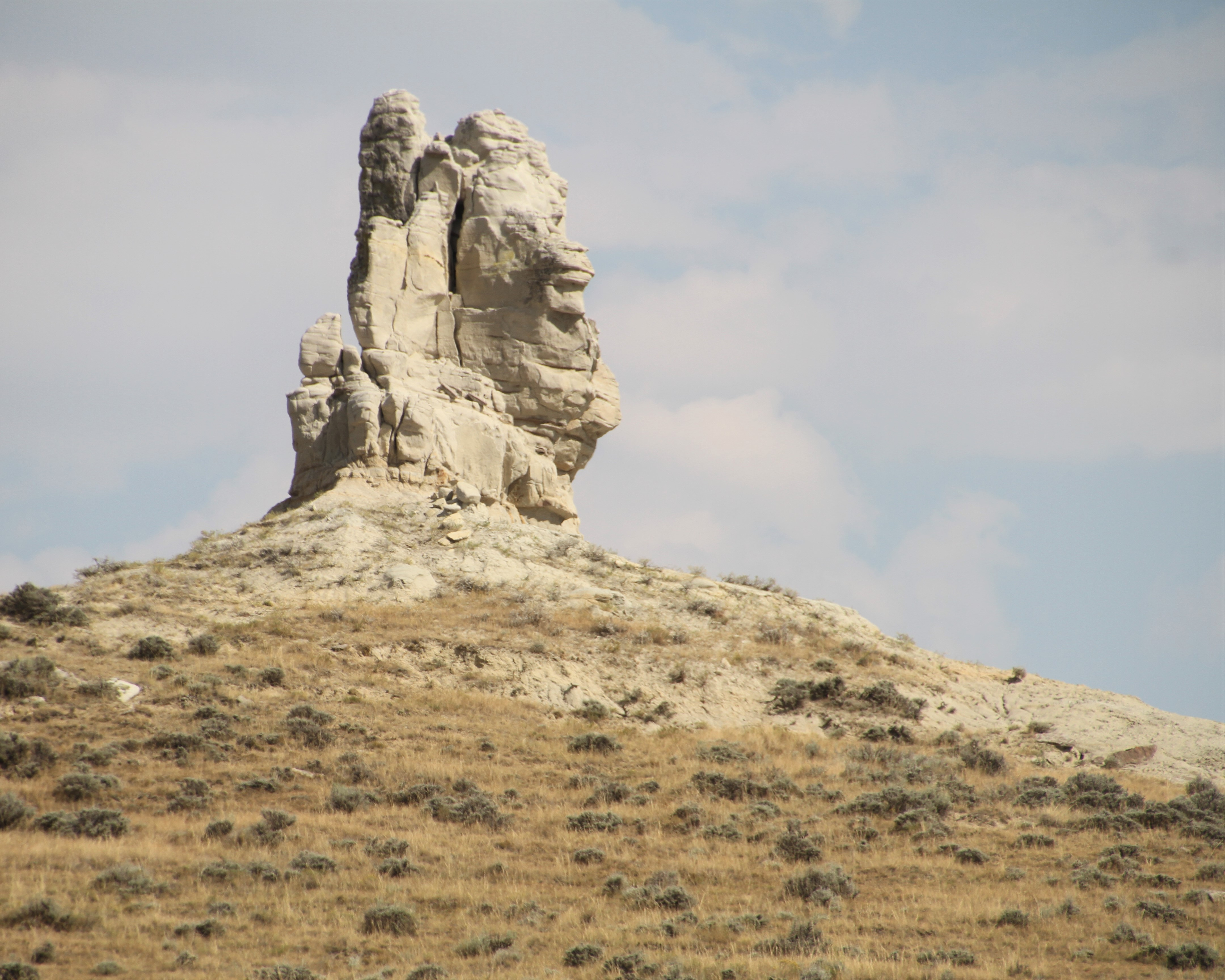
Bule Rocha visto do sul. Os campos de petróleo Teapot Dome está localizado ao norte da rocha à direita. (imagem de 2017).

O escândalo Teapot Dome foi um incidente de suborno que ocorreu nos Estados Unidos, durante a administração do presidente Warren G. Harding. O secretário do Interior Albert Bacon Fall tinha alugado reservas de petróleo da Marinha, ao Teapot Dome em Wyoming e dois outros locais na Califórnia para as empresas petrolíferas privadas a preços baixos sem licitação. Em 1922 e 1923, os contratos de arrendamento se tornaram assunto de uma investigação sensacional pelo senador Thomas J. Walsh. Fall foi mais tarde condenado  por aceitar subornos das companhias petrolíferas e tornou-se o primeiro membro do gabinete para ir para a prisão.
Antes do escândalo de Watergate, escândalo de Teapot Dome foi considerado como o "maior e mais sensacional escândalo na história da política americana". O escândalo danificou a reputação pública da administração Harding, que já estava severamente deteriorada antes mesmo do escândalo.

## História
No início do século XX, a Marinha dos EUA em grande parte converteu parte do carvão em óleo combustível. Para garantir que a Marinha teria sempre recursos disponíveis, várias áreas de produção de óleo combustível naval foram designados como reservas de petróleo pelo Presidente Taft. Em 1921, o presidente Harding emitiu uma ordem executiva que transferiu o controle do campo petrolífero de Teapot Dome em Natrona County, Wyoming, e as Elk Hills e Buena Vista, campos petrolíferos em Kern County, do Departamento da Marinha da Califórnia para o Departamento do Interior. Não foi implementada até 1922, quando o secretário do Interior Fall foi persuadido pelo Secretário da Marinha Edwin C. Denby para transferir o controle.
Mais tarde, em 1922, Albert Fall arrendou os direitos de produção de petróleo do Teapot Dome para Harry F. Sinclair, da Mammoth Oil, uma subsidiária da Sinclair Oil Corporation. Ele também arrendou a reserva de Elk Hills para Edward L. Doheny da Pan American Petroleum and Transport Company. Ambas as locações foram emitidas sem licitação. Esta forma de leasing era legal nos termos da Lei Mineral Locação de 1920.
Os contratos de arrendamento foram muito favoráveis para as companhias de petróleo, que secretamente fez de Fall um homem rico. Fall tinha recebido um empréstimo sem juros de Doheny de US$ 100 000,00 (cerca de US$ 1 320 000,00 de hoje), em novembro de 1921. Ele recebeu outros presentes de Doheny e Sinclair, totalizando cerca de US$ 404 000,00 (cerca de US$ 534 000,00 hoje). Foi esse dinheiro mudando de mãos que era ilegal, não os arrendamentos. Fall tentou manter suas ações em segredo, mas a melhora repentina em seu padrão de vida era suspeito.

## Investigação e resultado

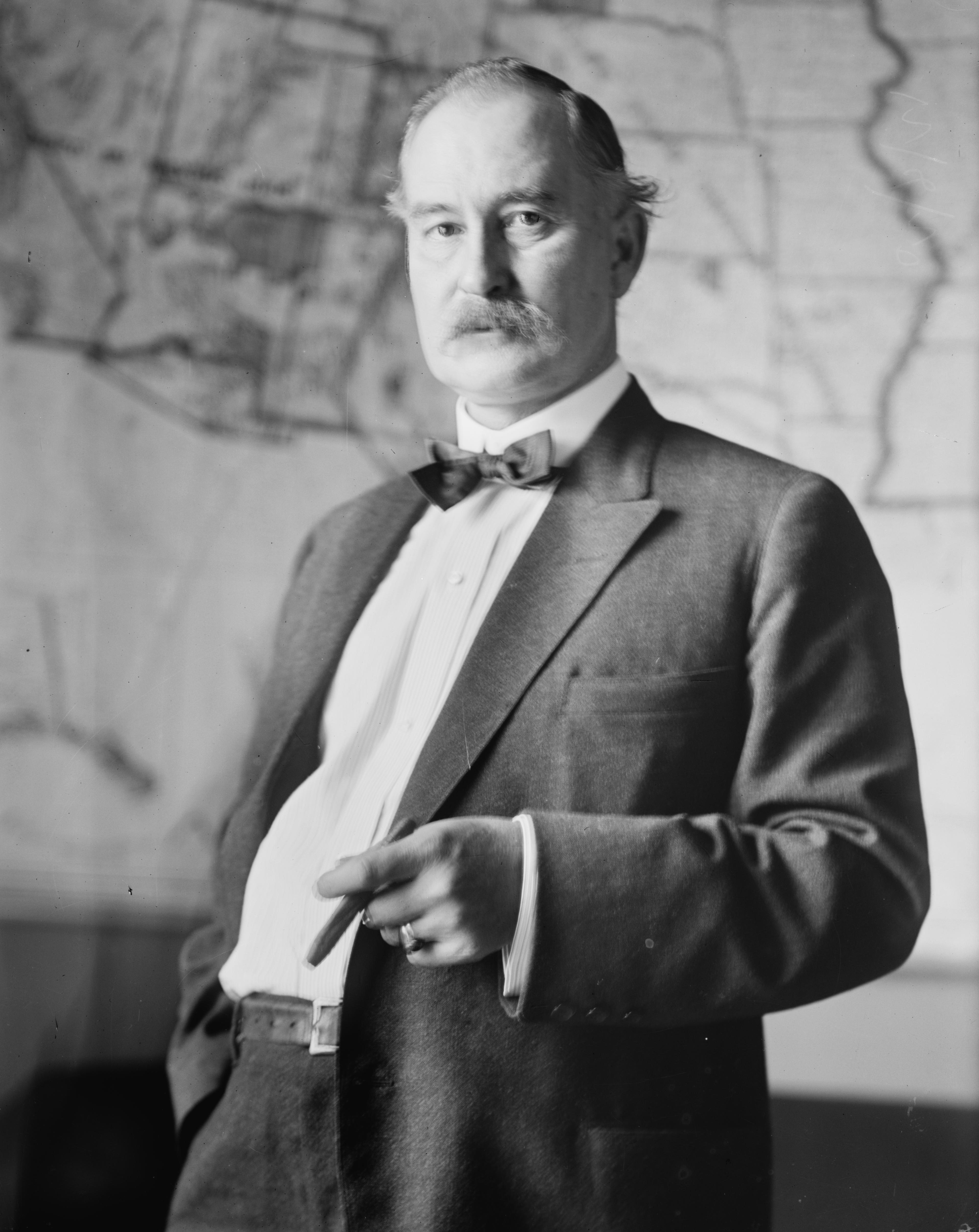
O senador Albert B. Fall, o primeiro ex-funcionário do gabinete U.S. condenado à prisão

Em abril de 1922, uma operadora de petróleo de Wyoming escreveu ao senador John Kendrick, irritando Sinclair, a quem tinha sido dado um contrato para as terras em um acordo secreto. Kendrick não respondeu, mas dois dias depois, em 15 de abril, ele apresentou uma resolução pedindo uma investigação do negócio. O senador republicano Robert M. La Follette, de Wisconsin conduziu uma investigação pelo Comitê do Senado sobre Terras Públicas. Na primeira, La Follette acreditava que Fall era inocente. No entanto, suas suspeitas se aprofundaram tanto que depois o seu próprio escritório no Edifício do Senado foi saqueado. 
O democrata Thomas J. Walsh de Montana, membro da minoria mais jovem, levou um inquérito demorado. Por dois anos, Walsh foi empurrando para a frente, enquanto Fall estava à um passo para trás, cobrindo suas trilhas. Não havendo provas de irregularidades, inicialmente os arrendamentos eram legais o suficiente, mas os registros mantidos foram desaparecendo misteriosamente. Fall tinha feito as locações parecerem legítimas, mas a aceitação do dinheiro foi sua ruína. Em 1924, a pergunta sem resposta restante foi como Fall tornou-se tão rico tão rapidamente e facilmente.
Dinheiro dos subornos tinha ido para a fazenda de gado de investimentos em seu nome. Finalmente, como a investigação estava sendo esquecida, com Fall aparentemente inocente, Walsh descobriu um pedaço de evidência que Fall tinha esquecido de encobrir: US$ 100 000 de Doheny como um empréstimo a Fall.
Esta descoberta deixou o escândalo aberto. Ações civis e criminais relacionadas com o escândalo continuaram durante toda a década de 1920. Em 1927, a Suprema Corte decidiu que as concessões de petróleo tinham sido obtidas de forma corrupta (de forma fraudulenta). O Tribunal de Justiça invalidou o contrato de arrendamento de Elk Hills, em fevereiro de 1927 e do arrendamento de Teapot Dome, em outubro. Ambas as reservas foram devolvidas para a Marinha.
Em 1929, Albert Fall foi considerado culpado de aceitar subornos de Doheny. Por outro lado, em 1930, Edward L. Doheny foi absolvido de pagar subornos a Fall, Sinclair serviu seis meses de prisão sob a acusação do júri por adulteração. 
Outro resultado importante foi a decisão da Suprema Corte em McGrain vs. Daugherty (1927) que, pela primeira vez, explicitamente foi estabelecido que o Congresso tinha o poder de obrigar testemunho. 
Em fevereiro de 2015, o Departamento de Energia vendeu o campo de petróleo por US$ 45 milhões para Stranded Oil Resources Corp. depois de extrair 22 milhões de barris de petróleo ao longo dos anos. 